# Донгола (Іллінойс)
Донгола (англ. Dongola) — селище (англ. village) в США, в окрузі Юніон штату Іллінойс. Населення — 661 особа (2020).

## Географія
Донгола розташована за координатами 37°21′26″ пн. ш. 89°9′54″ зх. д. / 37.35722° пн. ш. 89.16500° зх. д. (37.357109, -89.164989).  За даними Бюро перепису населення США в 2010 році селище мало площу 2,97 км², з яких 2,82 км² — суходіл та 0,15 км² — водойми.

## Демографія
Згідно з переписом 2010 року, у селищі мешкало 726 осіб у 299 домогосподарствах у складі 191 родини. Густота населення становила 245 осіб/км².  Було 337 помешкань (114/км²).
Расовий склад населення:
| - 94,4 % — білих - 1,0 % — корінних американців - 0,3 % — вихідців з тихоокеанських островів - 0,3 % — чорних або афроамериканців - 0,3 % — азіатів |

До двох чи більше рас належало 3,3 %. Частка іспаномовних становила 2,8 % від усіх жителів.
За віковим діапазоном населення розподілялося таким чином: 26,2 % — особи молодші 18 років, 57,8 % — особи у віці 18—64 років, 16,0 % — особи у віці 65 років та старші. Медіана віку мешканця становила 37,5 року. На 100 осіб жіночої статі у селищі припадало 93,1 чоловіків;  на 100 жінок у віці від 18 років та старших — 89,4 чоловіків також старших 18 років.
Середній дохід на одне домашнє господарство  становив 44 960 доларів США (медіана — 37 917), а середній дохід на одну сім'ю — 46 400 доларів (медіана — 40 769). Медіана доходів становила 40 000 доларів для чоловіків та 35 909 доларів для жінок. За межею бідності перебувало 27,0 % осіб, у тому числі 39,0 % дітей у віці до 18 років та 9,7 % осіб у віці 65 років та старших.
Цивільне працевлаштоване населення становило 295 осіб. Основні галузі зайнятості: освіта, охорона здоров'я та соціальна допомога — 27,5 %, виробництво — 23,1 %, роздрібна торгівля — 18,3 %.